# Samsung Galaxy Z Fold 5
Samsung Galaxy Z Fold 5 (được cách điệu là Samsung Galaxy Z Fold5) là một điện thoại thông minh có thể gập lại dựa trên nền tảng Android do Samsung Electronics công bố phát hành ngày 26 tháng 7 năm 2023. Việc công bố này đánh dấu lần đầu tiên sự kiện Galaxy Unpacked được tổ chức tại Hàn Quốc. Điện thoại phát hành ngày 11 tháng 8 năm 2023.

## Thiết kế

### Màu sắc
Tại thị trường Việt Nam, có ba phiên bản màu chính thức và hai phiên bản màu độc quyền, bao gồm: Kem Ivory, Xanh Icy, Đen Phantom, Ghi Urban, Xanh Downtown.
| Màu | Tên           |
| --- | ------------- |
|     | Kem Ivory     |
|     | Xanh Icy      |
|     | Đen Phantom   |
|     | Ghi Urban     |
|     | Xanh Downtown |

### Phần mềm
Samsung Galaxy Z Fold 5 xuất xưởng với One UI 5.1.1 dựa trên Android 13.

### Phần cứng
Samsung Galaxy Z Fold5 đi kèm với cấu hình sau:
Hiển thị: Màn hình chính: màn hình AMOLED FLEX 2X AMOLED 7,6 inch với độ phân giải 2208 x 1768 pixel và độ làm mới 120Hz.
Hiển thị cạnh bên: Màn hình Super AMOLED 6,2 inch với độ phân giải 832 x 2268 pixel và độ làm mới 120Hz.
Bộ xử lý: Qualcomm Snapdragon 8 Gen 2 cho Galaxy
Bộ nhớ: 12GB RAM.
Lưu trữ: 256GB, 512GB hoặc 1TB dung lượng lưu trữ nội bộ.
Pin: pin kép 4.400mAh với hỗ trợ sạc nhanh 25W, sạc không dây 12W và sạc không dây đảo ngược 4,5W.
Máy ảnh:
Thiết lập camera ba phía sau: Tele tele Zoom 3x 3x, góc rộng 50 MP và 12MP Ultrawide.
Camera trước: Camera ẩn dưới màn hình 4MP.
Camera bìa: Camera 10MP.
Dual Preview được hỗ trợ trên ứng dụng camera gốc qua các thiết bị chạy One UI 2.1 trở lên.
Kết nối: Kết nối 5G. Wi-Fi 6e. Bluetooth 5.3. NFC.
Hệ điều hành: Android 13 với One UI 5.1.1.
Các tính năng bổ sung: Cảm biến vân tay cạnh bên. Loa âm thanh nổi AKG.
Cổng USB Type-C.